# Rotbrustpitpit
Der Rotbrustpitpit (Dacnis berlepschi) ist eine Vogelart aus der Familie der Tangaren (Thraupidae), die in Kolumbien und Ecuador verbreitet ist. Der Bestand wird von der IUCN als gefährdet (Vulnerable) eingeschätzt. Die Art gilt als monotypisch.

## Merkmale
Wie alle Dacnis-Arten ist der Rotbrustpitpit klein, aktiv, mit einem dünnen, spitzen Schnabel, aber mit vielleicht dem markantesten Gefieder in der Gattung. Beide Geschlechter ziert ein orange bis nach unten gelb verblassendes Hüftband. Beide haben eine auffällige gelbe Iris. Der Rotbrustpitpit erreicht eine Körperlänge von etwa 12,0 cm, wobei Männchen ca. 67,0 mm lange Flügel, einen 50,0 mm langen Schwanz, einen ca. 14,0 mm langen Schnabel und 15,0 mm langen Mittelfüße haben. Beim Weibchen fallen die Körpermaße mit ca. 61,0  bis 62,0 mm langen Flügel, einen 42,0 mm langen Schwanz und einem ca. 12,0 mm langen Schnabel und 15,0 mm langen Mittelfüßen etwas kleiner aus. Das erwachsene Männchen hat einen schwärzlichen vorderen Oberkopf und Gesichtsmaske, die farblich oft nicht zu erkennen sind. Die Kehle, das Kinn, die Drosselrinne, der Oberkopf und der Nacken sind hell hyazinthblau. Die Mantelfedern, der Rücken und die Schulterfedern sind ebenso hyazinthblau und haben silberblaue Streifen an den Schäften, die ihnen ein gestreiftes Aussehen verleihen. Der Bürzel ist heller und ohne die silberblauen Streifen. Der Schwanz ist schwarz mit schmalen hellblauen Säumen. Die Flügel sind schwarz mit undeutlichen matt blauen Säumen, die am deutlichsten an den Schirmfedern auffallen. Das Brustband geht farblich ins weißliche Gelbbraun in der Mitte des Bauchs und den Unterschwanzdecken über. Die Oberschenkel sind schwärzlich. Beide Geschlechter haben einen schwärzlich bis schwarzen Schnabel und dunkelgraue bis schwärzliche Beine. Das Weibchen ist Richtung Rücken vorwiegend rein braun bis dunkel sepiabraun inklusive der Flügeldecken, Flügel und etwas heller am Bürzel. Der vordere Oberkopf hat eine aschgraue Tönung. Die Flugfedern sind nach außen eng sepiabraun gesäumt und nach innen etwas gräulicher. Die Kehle ist bis zum breiten Hüftband hell braun, das rostbraun an den Flanken wirkt und rostgelbbraun bis gelbbraunweiß an Bauch und den Unterschwanzdecken wird. Die Unterflügeldecken und Achselfedern sind cremefarben, der Schwanz dunkelbraun. Jungtiere ähneln den erwachsenen Weibchen, haben aber braune statt gelbe Augen. Da er als hochgradig dichromatisch gilt, könnte der Sexualdimorphismus für die Vögel noch deutlicher wahrnehmbar sein.

## Verhalten und Ernährung
Der Rotbrustpitpit ist vermutlich ein Allesfresser, ernährt sich von Insekten, kleineren Früchten und eventuell von Nektar. So wurde er beispielsweise dabei beobachtet, wie er Müller'sche Körperchen von Pflanzen der Gattung Cecropia fraß und sich anderen Insekten fressendem Vögeln anschloss, die sich ihre Beute fliegender Insekten an Pflanzen der Gattung Trichospermum holten. Er scheint sich anderen Vogelgruppen anzuschließen und sucht sein Futter in den Baumkronen oder deren Mitte. Man kann sie alleine oder in Paaren sehen oder auch in kleineren Familiengruppen. Es scheint, als ob er dichtes Laub in den Baumkronen für die Futtersuche bevorzugt oder weiter unten ebenfalls geschützte Bereiche aufsucht. Wenn sie fressen, geben sie schnelle Laute von sich. Ebenso wurde beobachtet, wie er Insekten im Flug jagte.

## Lautäußerungen
Der Gesang des Rotbrustpitpits ist eine schnelle, hohe und gleichmäßig gestimmte Serie von tsitsitsitsitsitsitsiti-Tönen, die eventuell schärfer wie tsiTsiTsiTsiTsiTsiTsiTsiT klingen, falls er sich bedroht fühlt. Der Alarmruf klingt wie ts oder tsi und kann auch während der Futteraufnahme wiederholt werden. Nach Nahrung bettelnde Jungtieren geben ebenfalls ein gleichmäßiges tsitsitsitsitsitsitsiti von sich.

## Fortpflanzung
Im südlichen Chocó gibt es das ganze Jahr Regenfälle, doch ist es von August bis November besonders nass. Die Mehrzahl der Brutberichte stammt aus dieser Zeit bzw. kurz danach, allerdings finden sich in der Literatur hierzu widersprüchliche Angaben. In Ecuador wurde im Dezember ein erwachsener Vogel dabei beobachtet, wie er Jungtiere im Dezember fütterte. In Esmeraldas wurde Mitte August ein ausgewachsenes Exemplar dabei beobachtet, wie es Nestlinge fütterte. Allerdings sprechen andere Berichte davon, dass man Familiengruppen mit Jungtieren und Halbwüchsigen am ehesten in der Trockensaison von Juni bis November beobachten kann.

## Verbreitung und Lebensraum
Der Rotbrustpitpit bevorzugt feuchte tropische immergrüne Tieflandwälder. Trotzdem findet man ihn auch in Sekundärwald, doch meistens ist er in unberührten Wäldern unterwegs. Innerhalb der unberührten Wälder kommt er auch an offenen Stellen, wie Lücken durch umgefallene Bäume, an Berggraten, an Flussufern und an Waldrändern vor. So wurde er beispielsweise an einem Bergkamm im Reserva ecológica Cotacachi-Cayapas beobachtet. Im Wald selbst bewegt er sich vorzugsweise in den Baumkronen. Gelegentlich sucht er sein Futter in der Mitte der Baumkrone oder an deren unteren Rändern. Er kommt in der Mitte des südlichen Teils des Regenwalds vom Departamento del Chocó vor, die zur nördlichen zoogeographischen Region der Anden zählt. Im Verbreitungsgebiet ist er nur unregelmäßig in fragmentierten Gebieten anzutreffen. Sein Verbreitungsgebiet ist mit 26.100 Quadratkilometer relativ klein. 31 % des Verbreitungsgebiets gehören zu Kolumbien 69 % zu Ecuador. In Kolumbien kommt er nördlich bis La Guayacana im Departamento de Nariño vor und in Ecuador in der Provinz Esmeraldas, der Provinz Imbabura, sowie der Provinz Pichincha und südlich bis an den Río Palenque. Allerdings wurde er am Río Palenque länger nicht mehr gesichtet. Er bewegt sich in Höhenlagen von etwa 200 Metern bis 1300 Metern, meist aber unter 800 Metern, am häufigsten bis 250 Metern.

## Migration
Der Rotbrustpitpit ist vermutlich ein Standvogel. Die Berichte aus den höheren Regionen könnten auf saisonale Wanderbewegungen hinweisen.

## Etymologie und Forschungsgeschichte
Die Erstbeschreibung des Rotbrustpitpits erfolgte 1900 durch Ernst Hartert unter dem wissenschaftlichen Namen Dacnis berlepschi. Bei der Analyse des Typusexemplars unterstützte ihn Hans Hermann Carl Ludwig von Berlepsch und es stammte aus Lita in der Provinz Imbabura. 1816 führte Georges Cuvier die neue Gattung Dacnis für die Pit-Pits von Georges-Louis Leclerc de Buffon ein. Dieses Wort leitet sich vom griechischen »daknís δακνίς« für einen nicht identifizierten Vogel aus Ägypten ab, den Hesychios von Alexandria und Sextus Pompeius Festus erwähnten. Der Artname ehrt den Mann, der Hartert bei der Identifikation unterstützte.